# Facciatone

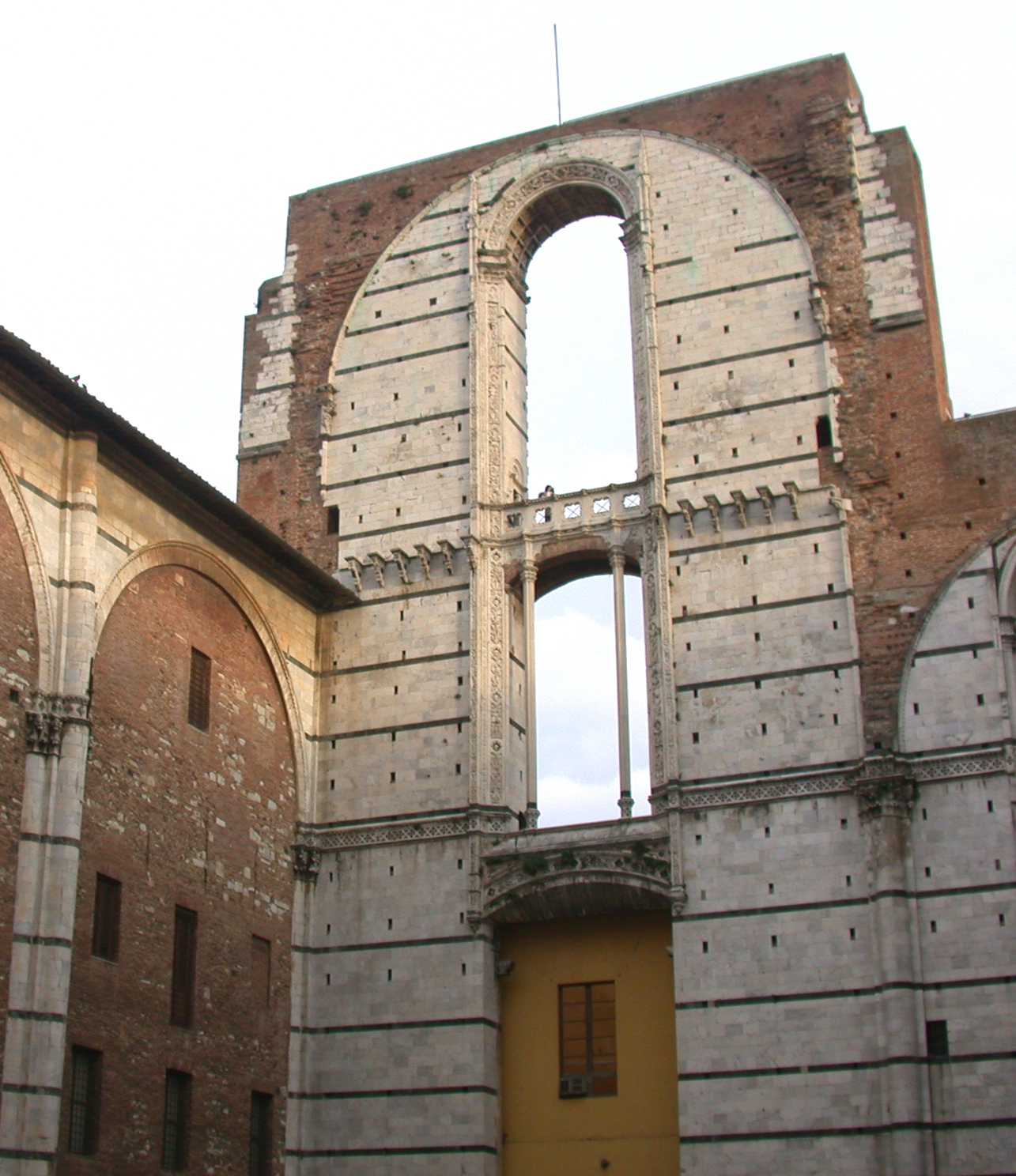
La façade inachevée dite Facciatone

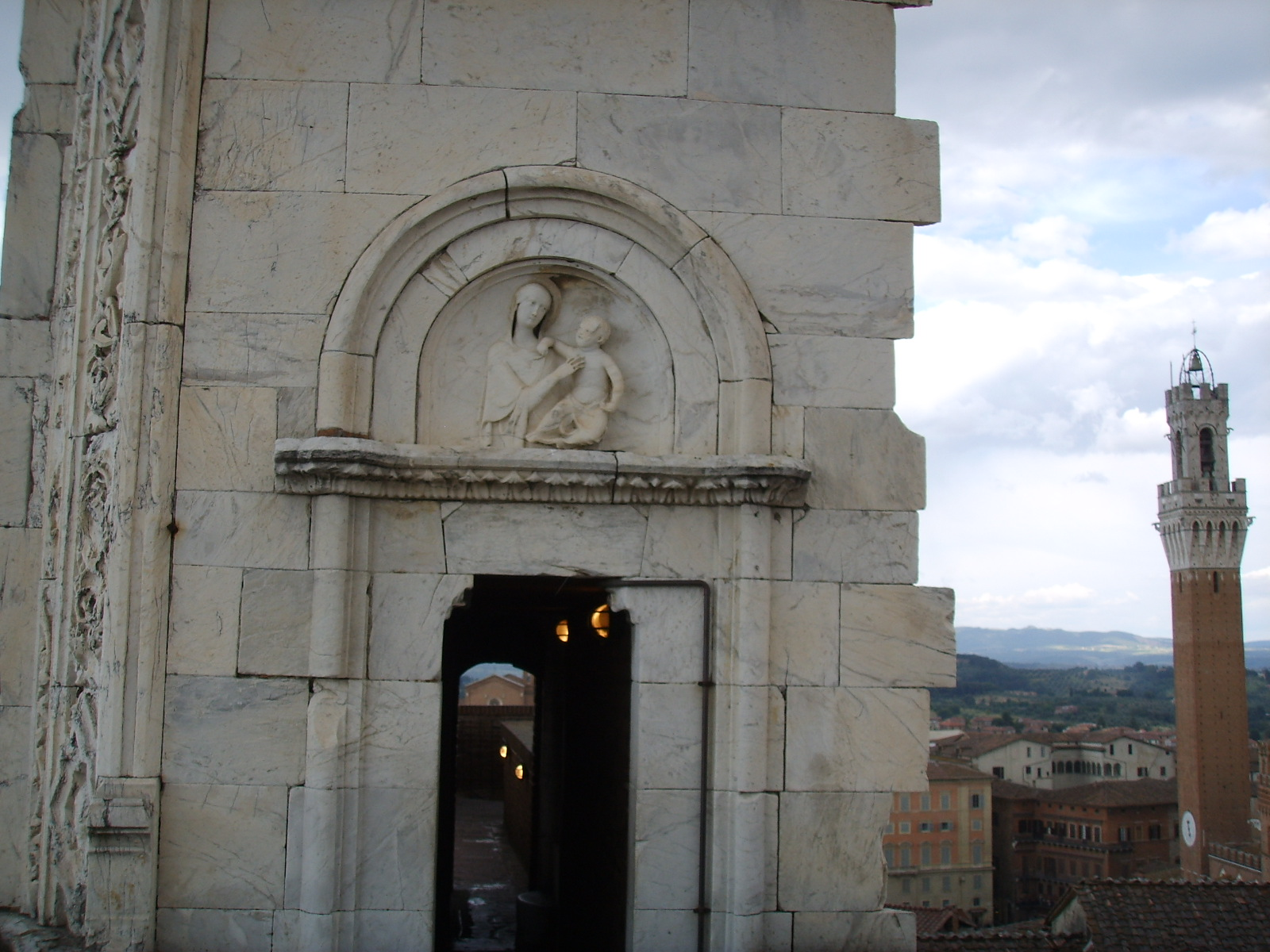
Bas-relief attribué à Giovanni d'Agostino, et vue sur le Campo

Le Facciatone (littéralement « grande façade » en italien) est le nom donné à la façade inachevée du projet monumental de la nouvelle cathédrale de Sienne, envisagé au Trecento, stoppé par la peste noire qui a frappé la ville en 1348.
Cette façade est parcourue de galeries et d'escaliers permettant, depuis le Museo dell'Opera Metropolitana del Duomo, d'atteindre son sommet, et d'avoir un point de vue incomparable sur la ville, la  Piazza del Campo, le Palazzo Pubblico et la Torre del Mangia.  
Sur ce promontoire, une lunette comprend un bas-relief attribué à Giovanni d'Agostino, maître-sculpteur du chantier du projet.
Outre cette façade, d'autres traces des travaux inachevées sont visibles sur le sol extérieur, ce sont les emplacements des piliers devant soutenir la voûte monumentale.